# Viola braunii
Viola braunii är en violväxtart. Viola braunii ingår i släktet violer, och familjen violväxter.

## Underarter
Arten delas in i följande underarter:
- V. b. braunii
- V. b. zinserlingii